# Stefano Garzelli
Stefano Garzelli (Varese, 16 luglio 1973) è un dirigente sportivo ed ex ciclista su strada italiano.
Professionista dal 1997 al 2013, è stato uno dei migliori scalatori italiani del periodo, dimostrandosi competitivo anche sul passo, in volata e a cronometro, in una carriera quasi ventennale. Nel 2000, in maglia Mercatone Uno, ha ottenuto la più importante vittoria in carriera, aggiudicandosi l'ottantatreesima edizione del Giro d'Italia.
Dal 2014, dopo l'addio alle corse, diventa commentatore tecnico, per il ciclismo su Rai Sport, ed inoltre è direttore sportivo per team professionistici.

## Carriera

### Gli esordi nel ciclismo
Corridore tenace, iniziò a correre all'età di 10 anni nella Polisportiva Besanese, squadra di Besano, il suo paese di origine, cui rimase legato fino al secondo anno della categoria Allievi. Passò dunque nel Pedale Sommese, altra squadra della provincia di Varese, gareggiando per l'ultimo anno tra gli allievi e nel primo tra gli Juniores, senza compagni di squadra in quanto il Gruppo Sportivo Pedale non allestì una formazione per quella categoria. Nel secondo anno come Juniores gareggiò nella Besnatese Rollmar Ambrosio, vincendo due classiche da scalatori, il campionato provinciale con l'arrivo sul Brinzio e la Cirié-Pian della Mussa, e iniziando a confrontarsi con le gare a tappe, in particolare il Giro della Basilicata.
Nel 1992 passò dilettante nella Polisportiva Coop Corsico insieme all'altro varesino Daniele Nardello e, pur non ottenendo vittorie, corse un ottimo Giro della Valle d'Aosta, classificandosi diciannovesimo e confermando la propensione per le gare a tappe già mostrata negli anni precedenti. L'anno successivo si trasferì alla Brunero Bongioanni per poi passare, due anni più tardi nel 1995, alla Resine Ragnoli di Brescia, diretta da Pierino Gavazzi. Nella formazione bresciana iniziò a lavorare più seriamente e si impose in diverse gare adatte agli scalatori, con arrivo in volata, come la Villa d'Almè-Sedrina.
Nel 1996 fu istituita la categoria Under-23, il che gli impedì di partecipare a diverse gare come il Giro d'Italia dilettanti, quindi si concentrò sulla Settimana Ciclistica Bergamasca nella prima parte della stagione e sul Giro della Valle d'Aosta nella seconda. Sfruttando la forma trovata in quest'ultimo, riuscì a vincere il Piccolo Giro di Lombardia, la sua vittoria più importante tra i dilettanti. In seguito alla vittoria anche della Sacile-Col Alt, il 17 ottobre Giuseppe Martinelli gli offrì un contratto da professionista nella Mercatone Uno.

### 1997-2000: gli anni alla Mercatone Uno e la vittoria del Giro
Nel 1997 Garzelli arrivò dunque nella squadra che lo vedrà protagonista per i successivi quattro anni insieme a Marco Pantani; a fargli da chioccia fu Massimo Podenzana. Dopo le prime gare stagionali e l'ambientamento nella nuova categoria, fu iscritto al Giro d'Italia con l'obiettivo di aiutare Pantani in salita e accumulare ulteriore esperienza. Proprio al Giro dimostrò predisposizione per le gare a tappe e, rimanendo libero di fare la sua corsa dopo il ritiro di Pantani in seguito alla caduta nella Mondragone-Cava dei Tirreni, iniziò a risalire la classifica raggiungendo la nona posizione finale, dopo l'ottima terza settimana in cui conquistò anche un terzo posto nella quattordicesima tappa, Racconigi-Cervinia, dietro a Ivan Gotti e a Pavel Tonkov. Si riconfermò al Tour de Suisse, conquistando il secondo posto nella tappa con arrivo a Kandersteg dietro a Jan Ullrich, l'ottava posizione finale nella classifica generale e vincendo la classifica finale di miglior scalatore.
Nel 1998 partì con l'obiettivo di riconfermarsi al Giro d'Italia, poi vinto da Pantani, ma cadde nella diciannovesima tappa, andando fuori classifica. Si presentò al successivo Tour de Suisse con l'intenzione di vincerlo, nonostante la presenza di campioni come Ullrich, Jalabert, Casagrande e Bjarne Riis. Garzelli dominò la corsa, arrivando quarto nel primo arrivo in salita, terzo in volata a Varese e primo nei due tapponi alpini con arrivo a Lenzerheide; indossò la maglia di leader che portò fino a Berna, vincendo anche classifica a punti e combinata.
Nel 1999 la volontà della Mercatone di essere competitiva anche in altre gare lo portò ad essere già in un ottimo stato di forma per le prime corse della stagione. Ottenne il terzo posto finale nella Tirreno-Adriatico, il quarto in volata alla Milano-Sanremo e vinse, sempre allo sprint, il Gran Premio Miguel Indurain e la quarta tappa alla Vuelta al País Vasco, confermandosi competitivo anche in questo tipo di arrivi. Durante il Tour de Romandie, classica preparazione al Giro d'Italia, un infortunio al ginocchio destro lo costrinse al ritiro e a recarsi al Giro con una scarsa condizione fisica, che lo limitò nelle tappe più dure. Garzelli si ritirò con tutta la squadra dopo la squalifica di Pantani a Madonna di Campiglio. Andò per la prima volta al Tour de France, ma la stanchezza accumulata nel corso della stagione non lo portò oltre il trentaduesimo posto nella classifica generale finale.

Stefano Garzelli, in maglia rosa, bacia il Trofeo senza fine conquistato al Giro d'Italia 2000.

L'anno successivo la preparazione fu programmata con l'unico obiettivo del Giro d'Italia. Nelle prime gare della stagione Garzelli vinse una tappa, la quarta, alla Settimana Ciclistica Bergamasca. La prima parte del Giro fu controllata da Casagrande, che vestì la maglia rosa dalla nona alla diciannovesima tappa. Garzelli trionfò nella diciottesima con arrivo in quota a Prato Nevoso, grazie anche al prezioso aiuto di Pantani, conquistando la sua prima vittoria di tappa al Giro. Nella cronometro individuale del Sestriere, penultimo arrivo della corsa rosa, il leader Casagrande crollò, consegnando al varesotto la maglia rosa e la vittoria della corsa. Disputò successivamente il Tour de Suisse, riuscendo però a vincere solamente l'ottava tappa con arrivo a La Punt. Riprese a gareggiare nella seconda parte dell'anno, ma una caduta e un'irritazione al soprassella lo costrinsero a terminare la stagione anticipatamente.

### 2001-2002: gli anni alla Mapei-Quick Step e la squalifica
Al termine del 2000 decise di abbandonare la Mercatone Uno, per evitare di dover fare ancora da gregario e poter gareggiare da leader, e si accasò alla Mapei-Quick Step di Giorgio Squinzi dal 2001. Si preparò ancora con l'obiettivo del Giro, gareggiando nelle classiche spagnole, Setmana Catalana e Vuelta al País Vasco, dove vinse la quinta tappa, prima vittoria con la nuova divisa.
Vinse in seguito il Gran Premio Industria e Artigianato di Larciano. Si presentò dunque al Giro d'Italia con l'intenzione di riconquistare la maglia rosa: si classificò terzo nella quarta tappa da Potenza a Montevergine di Mercogliano, ma nei giorni seguenti fu vittima di un attacco influenzale, che lo costrinse al ritiro al termine della tredicesima tappa del Giro, poi vinto da Simoni. Dopo il Tour de Suisse, in cui vinse la settima tappa, affrontò il Tour de France in cui mostrò molte difficoltà sulle tappe alpine, ma si riprese sui Pirenei e si portò al decimo posto in classifica. Terminò la "Grand Boucle" al quattordicesimo posto.
Nel 2002 iniziò la preparazione ancora con le classiche spagnole, tenendo sempre come obiettivo il Giro. Il 21 aprile conquistò un grande secondo posto nella Liegi-Bastogne-Liegi, gara valida per la Coppa del Mondo: attaccò sulla Côte de Vauche, a 60 km dall'arrivo, insieme a nove uomini, tra cui il compagno di squadra Paolo Bettini, e tirò su tutte le salite. I due italiani rimasero soli sul traguardo ma, giocandosi la vittoria in volata, Bettini era il più veloce ed ebbe la meglio. Conquistò la prima vittoria della stagione nel Gran Premio Città di Camaiore battendo Figueras e Casagrande.
L'ottantacinquesimo Giro d'Italia iniziò da Groninga nei Paesi Bassi. La prima vittoria arrivò già nella seconda tappa, con traguardo a Liegi, dove il 21 aprile era arrivato secondo nella classica di Coppa: attaccò sulle ultime côtes e batté in volata Francesco Casagrande, sfilando anche la maglia rosa a Mario Cipollini. Il 13 maggio conquistò la seconda vittoria di tappa, battendo Simoni e Casagrande all'arrivo in quota di Limone Piemonte.
Quattro giorni dopo, venerdi 17 maggio, arrivò la notizia della positività a un diuretico, il Probenecid, risultata nel test antidoping seguito alla vittoria di Liegi. Nonostante sostenesse di non aver mai assunto tale sostanza e si facesse l'ipotesi di un probabile inquinamento alimentare, le controanalisi confermarono la presenza di 20 nanogrammi del diuretico nel suo sangue e fu costretto così ad abbandonare il Giro il 21 maggio. Nel successivo processo, nonostante fosse dimostrata l'involontarietà dell'assunzione, fu squalificato per 11 mesi per responsabilità oggettiva.

### 2003-2004: le due stagioni alla Vini Caldirola

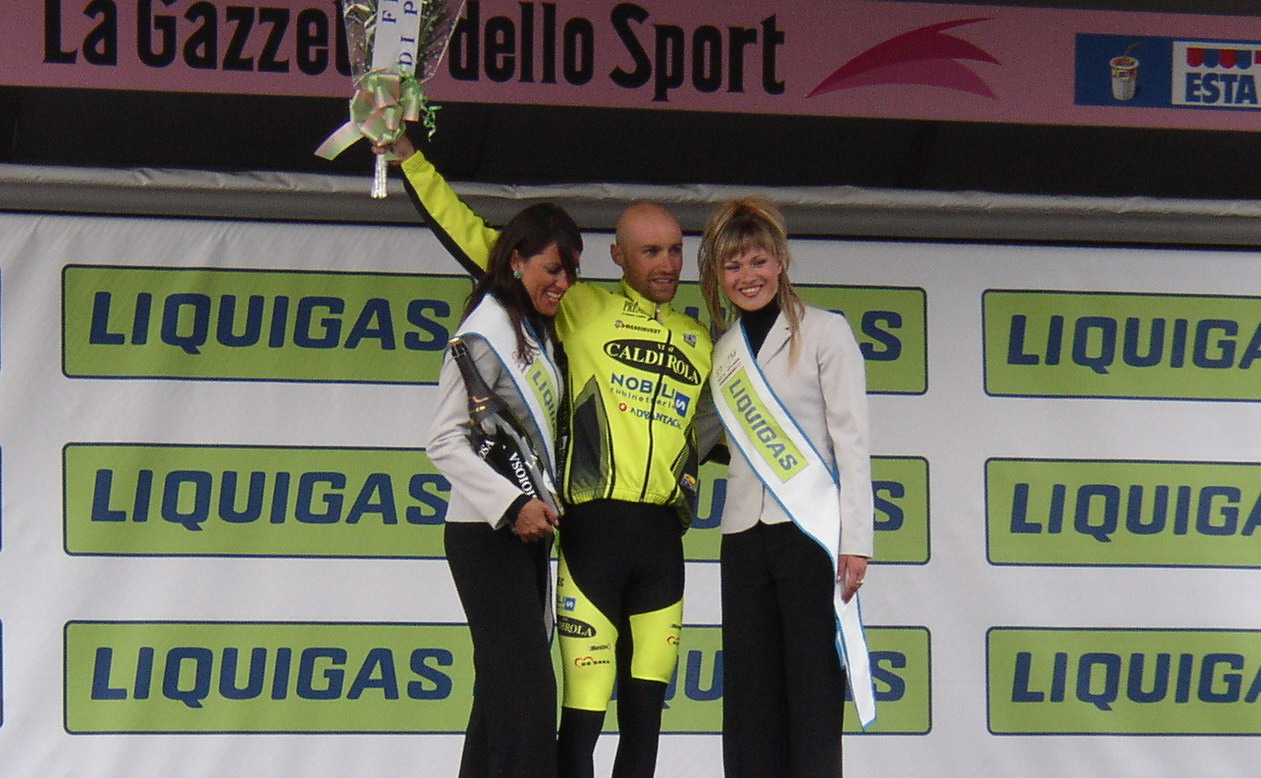
Garzelli premiato all'arrivo della Presolana, per la vittoria della 19ª tappa del Giro d'Italia 2004.

Tornò alle gare il 24 aprile 2003 con la maglia della Vini Caldirola, dominando la volata della prima tappa del Giro del Trentino, la Arco-Moena di 170,5 km. Giunse secondo il giorno successivo a Ronzone e terminò il Giro al secondo posto a 9 secondi da Gilberto Simoni. Il 10 maggio iniziò l'ottantaseiesimo Giro d'Italia e subito si impose vincendo la terza tappa, Policoro-Terme Luigiane con arrivo in salita, staccando di 2 secondi Casagrande. Sette giorni dopo conquistò anche la Avezzano-Terminillo, battendo Simoni e Noé. Sul secondo posto che ottenne nella classifica generale finale pesò la caduta nella discesa del Sampeyre, che gli fece perdere 6 minuti.
Al Tour del centenario fu pesantemente limitato da problemi respiratori che lo costrinsero al ritiro al termine della tappa con arrivo all'Alpe d'Huez. Riuscì comunque a vincere il premio Henry Desgrange, passando per primo in cima al Colle del Galibier. Il 19 dicembre 2003 sposò Marta, ragazza spagnola conosciuta a Valencia.
Nel 2004 puntò ancora tutto sul Giro d'Italia, in quanto la Vini Caldirola non era tra le prime 18 formazioni al mondo e dunque non avrebbe avuto la possibilità di partecipare al Tour e alle altre grandi corse. Iniziò la preparazione ancora in Spagna, ma l'inverno fu segnato dalla morte dell'amico Marco Pantani. Dopo la Settimana Catalana, corse la Vuelta a Aragón: giunse secondo nella prima tappa dietro a Denis Men'šov e riuscì a conquistare la maglia amarillo finale grazie al terzo posto nell'ultima tappa.
Dopo aver fallito alla Liegi-Bastogne-Liegi, vinse la seconda tappa del Tour de Romandie a Romont. Si presentò quindi al Giro d'Italia dove mostrò una scarsa condizione nelle prime due settimane, per poi rifarsi nella terza, facendo la differenza nella penultima tappa da Bormio alla Presolana. Attaccò sul Mortirolo, cima dedicata a Pantani, insieme a Simoni e con il trentino si lanciò in una fuga di 80 km, battendolo in volata dopo aver scalato Vivione e Presolana. Terminò al sesto posto nella classifica generale.
Nella seconda parte della stagione gareggiò per conquistarsi la maglia della Nazionale, arrivando undicesimo alla Vuelta a España. Fu quindi convocato da Franco Ballerini per la gara in linea del 6 ottobre del Campionato del mondo di Verona. Mancò però l'importante occasione e non riuscì a proporsi dopo l'infortunio che bloccò Bettini, ritirandosi al diciassettesimo giro.

### 2005-2006: il passaggio alla Liquigas e il ProTour
Il 28 gennaio arriva l'invito per l'Acqua & Sapone al novantaduesimo Giro d'Italia, l'edizione del Centenario. Alla partenza da Venezia del 9 maggio, Garzelli si presenta con il numero 1 cucito sulla maglia e come capitano di una squadra formata da Andriotto, Codol, Donati, Failli, Marzoli, Andrea e Francesco Masciarelli e Giuseppe Palumbo. Dopo il cronoprologo e le prime tappe adatte ai velocisti, è subito protagonista nella volata sul traguardo della quarta frazione con arrivo a San Martino di Castrozza, in cui è stato battuto solo da Danilo Di Luca. Il giorno successivo paga l'arrivo all'Alpe di Siusi e, staccatosi a 6 km dal traguardo, termina cinquantacinquesimo a 5'24" da Denis Menchov, compromettendo l'obiettivo principale della classifica generale e spostando l'attenzione quindi sulla vittoria di una tappa. Nella graduatoria generale è quarantesimo con 6'41" di svantaggio; conta però 10 punti nella classifica scalatori e 26 in quella a punti. Già il giorno successivo con arrivo a Mayrhofen cerca la fuga, senza tuttavia riuscire a entrarvi. Tenta un recupero sull'ultima ascesa, ma la discesa pedalabile rende vano lo sforzo e viene recuperato dal gruppo. Torna allo scoperto nell'ottava tappa con arrivo a Bergamo, ma si ritrova a tirare il piccolo gruppetto in fuga solo con Pellizotti e il tentativo desiste. Sul traguardo termina al sesto posto e sul GPM di Colle del Gallo guadagna 5 punti per la classifica scalatori, salendo al secondo posto. Dopo la tappa di "Milano Show 100" e il primo giorno di riposo, arriva la "storica" Cuneo-Pinerolo. Attacca sul Moncenisio, scollinando con un minuto sul gruppo e guadagnando 10 punti per la maglia verde, allunga verso il Sestriere dove passa con 5'30" sul gruppo maglia rosa e guadagna altri 20 punti. Il vento contrario gli impedisce di mantenere il vantaggio sugli inseguitori e si fa raggiungere da Visconti e Grivko, ma il ritmo imposto dalla Liquigas ricompatta il gruppo sull'ascesa verso il terzo GPM di Prà Martino. Perde secondi lungo la successiva discesa e si fa riassorbire anche dal gruppo maglia rosa in vista del traguardo, su cui giunge undicesimo. Grazie ai 30 punti conquistati sui due GPM si porta in testa alla classifica scalatori e sale al primo posto ex-aeqo con Di Luca nella classifica del Premio della Combattività. Nella successiva tappa adatta ai velocisti, passa per primo sul Passo del Turchino, guadagnando altri 3 punti nella classifica scalatori, mentre con due punti si porta in testa alla graduatoria del Premio della Combattività. Nella difficile cronometro delle Cinque Terre, conduce un'ottima frazione terminata con il terzo posto parziale dietro solo a cronoman esperti come Menchov e Leipheimer. Guadagna quattordici posizioni nella generale, salendo al quindicesimo posto, un punto nella classifica scalatori e cinque per il Premio combattività. Nelle successive tappe, vinte in volata o da fughe, guadagna due posizioni nella generale e si vede protagonista di una bella azione con Ivan Basso sul Trebbio, ma i due varesini vengono poi riassorbiti dal gruppo. La sedicesima tappa da Pergola a Monte Petrano, si rivela una delle più dure del Giro, con 5000 metri di dislivello, temperatura dell'aria a 35 °C e 7.11" di corsa. Sull'ascesa finale cerca di resistere agli scatti di Basso, Menchov e Di Luca, ma sceglie di salire regolare e termina quinto, guadagnando 2 punti nelle due classifiche accessorie. Dopo il secondo e ultimo giorno di riposo, la diciassettesima tappa vede l'arrivo sul Blockhaus. Garzelli termina secondo, a 42 secondi da Pellizotti, e riceve i fischi del pubblico abruzzese per aver superato in volata Di Luca. Guadagna 10 punti per la maglia verde e 8 per il Premio combattività. L'ultimo arrivo in quota è sul Vesuvio, diciannovesima tappa, e sulla salita cerca più volte di scattare ma viene ripreso e termina decimo, pagando lo sforzo nell'ultimo chilometro. Guadagna però una posizione, portandosi al settimo posto. Nella penultima tappa, con arrivo a lui adatto ad Anagni, non riesce a rispondere allo scatto finale di Philippe Gilbert e Thomas Voeckler, ma regola allo sprint il resto del gruppo terminando terzo e guadagna altri 6 punti nella classifica della combattività. Nella conclusiva frazione, corre una grande cronometro a Roma terminando nono sul traguardo e mantenendo dunque il settimo posto nella classifica generale, il primo nella graduatoria degli scalatori e in quella del corridore più combattivo e il terzo nella classifica a punti.
Con la nascita dell'UCI ProTour, che limitava la partecipazione alle gare più importanti alle venti maggiori squadre, scelse di passare alla Liquigas-Bianchi insieme al team manager Roberto Amadio, e il suo obiettivo stagionale fu ancora una volta il Giro d'Italia. Dopo un buon Tour de Romandie, si presentò al Giro: conquistò il terzo posto nella terza tappa ma, dopo la caduta nell'ultimo chilometro della settima tappa a Pistoia, fu costretto a ritirarsi cinque giorni più tardi a causa di un esteso ematoma che provocò un versamento di sangue nel rene destro.
Dopo un periodo di riposo e la lenta ripresa, partecipò al Tour de France, dove non riuscì a essere competitivo classificandosi trentaduesimo nella classifica generale finale. Acquisì comunque un'ottima forma per la parte finale della stagione. Arrivò infatti in agosto la prima vittoria, il 16 sul traguardo di Campione d'Italia della Tre Valli Varesine. La stagione terminò con il secondo posto nel Trofeo Melinda.
Nel 2006, per la prima volta da quando era professionista, decise di non correre il Giro d'Italia, ma di preparare invece le Classiche, allenandosi con il compagno Danilo Di Luca sulle alture del Messico. Arrivò sesto in volata sia nella prima gara della stagione, la Milano-Torino, sia alla Milano-Sanremo, dopo un tentativo a vuoto sulla Cipressa. Accumulò piazzamenti durante la prima parte della stagione, senza mai riuscire a vincere una gara, fino alla Rund um den Henninger-Turm dove regolò in volata Ciolek, Hondo e Zabel.
Nella seconda parte del 2006 vinse subito la quarta tappa del Giro di Lussemburgo, in volata dopo uno strappo, e arrivò quinto nel Campionato italiano. Partecipò poi al Tour de France, segnato dall'esclusione di diversi favoriti, tra cui Ullrich, Basso e Mancebo, a causa del presunto coinvolgimento nell'Operación Puerto. La sua gara fu condizionata da alcuni problemi fisici che lo limitarono nelle prime due settimane, ma si rifece nella terza, conquistando il terzo posto nella tappa dell'Alpe d'Huez, attaccando da solo sull'Izoard. Chiuse comunque indietro, al 54º posto.
In agosto si confermò a livello elevato come nella stagione precedente, vinse la seconda Tre Valli Varesine consecutiva e il Trofeo Melinda, giunse quinto al Giro del Lazio e secondo nella Clásica de San Sebastián. Arrivò nel contempo l'offerta della Acqua & Sapone di Palmiro Masciarelli, che gli offrì il ruolo di capitano per le due successive stagioni. Firmò dunque il nuovo contratto il 1º settembre, dopo la vittoria del Melinda.

### 2007-2008: i primi anni all'Acqua & Sapone

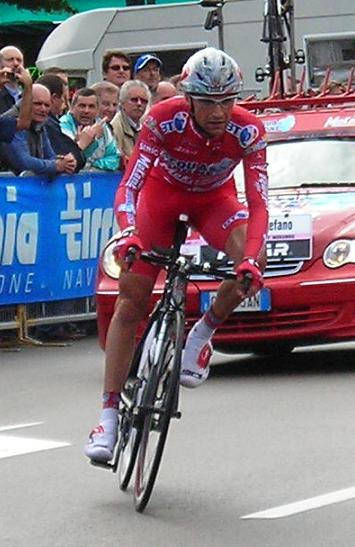
Garzelli in azione, durante l'ultima tappa a cronometro del Giro d'Italia 2007.

Nel 2007 Garzelli iniziò la nuova avventura con l'Acqua & Sapone-Caffè Mokambo, squadra che non faceva parte del circuito ProTour, ma in cui poteva però gareggiare da capitano unico. La stagione ciclistica iniziò con diversi piazzamenti e la vittoria nella terza tappa del Giro del Trentino con il terzo posto nella classifica generale finale, nell'abituale preparazione per il Giro d'Italia. Durante la "Corsa rosa" vinse due tappe, la quattordicesima da Cantù a Bergamo e la sedicesima da Agordo a Lienz, concludendo sedicesimo nella classifica generale.
La quarta e ultima vittoria del 2007 arrivò al Giro di Slovenia, in cui vinse la seconda tappa battendo l'altro italiano Enrico Gasparotto. Il 9 luglio la moglie Maria diede alla luce il secondogenito Luca. Durante la preparazione in vista della possibile convocazione per il Mondiale di Stoccarda, cadde in una tappa del Giro del Veneto e la botta alla gamba sinistra che ne conseguì lo bloccò per il finale di stagione.
Il 2008 iniziò con una serie di sei secondi posti: nella Vuelta a Murcia giunse secondo nella quarta tappa e nella classifica generale alle spalle di Alejandro Valverde mentre nella Settimana Internazionale di Coppi e Bartali giunse al secondo posto nella seconda, terza e quinta tappa, concludendo secondo anche nella classifica generale, dietro solo a Cadel Evans. La prima vittoria arrivò al Giro del Trentino, dove vinse la seconda tappa, da Torbole sul Garda a Torri del Benaco, e la quarta, da Lavarone a Peio Terme, concludendo però ancora secondo nella classifica finale.
In maggio conquistò altre due vittorie di tappa alla Vuelta a Asturias, mentre il 17 settembre, dopo il secondo posto nel Trofeo Melinda del 26 agosto, vinse il Giro di Vallonia, rispondendo così al c.t. Ballerini che non lo aveva convocato per il Mondiale di Varese. Terminò la stagione con il Giro di Lombardia, cercando la vittoria che Varese attendeva dai tempi di Alfredo Binda. Durante la corsa scattò sul Ghisallo insieme a Michele Scarponi guadagnando quasi un minuto, ma fu poi raggiunto dal gruppo tirato dalla Lampre di Damiano Cunego, vincitore finale, e terminò solo ottavo.
Il 7 dicembre ricevette il "Varesino d'oro", premio per i migliori atleti della Provincia di Varese, per la terza volta dopo il 2000 e il 2007.
Dopo la pausa, già verso la fine di novembre iniziò la preparazione per il 2009 a Valencia, definendo poi il programma delle corse: a febbraio il Giro della Provincia di Grosseto e il Trofeo Laigueglia, a marzo Vuelta Murcia, Tirreno-Adriatico e Milano-Sanremo, in aprile Giro d'Oro e Giro del Trentino, in preparazione del Giro d'Italia del centenario.

### 2009: la vittoria dei GPM al Giro d'Italia

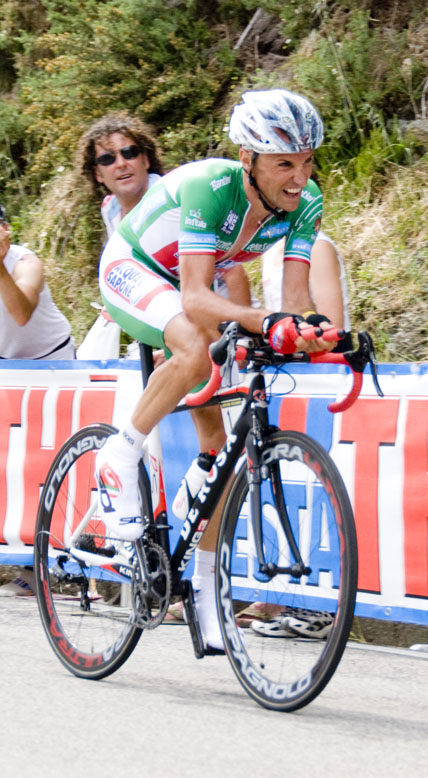
Garzelli, in maglia verde, impegnato durante la cronometro delle Cinque Terre al Giro d'Italia 2009.

Nel 2009 Garzelli è, per il terzo anno consecutivo, il capitano della Acqua & Sapone. La prima gara della stagione è il Giro della Provincia di Grosseto nel quale ottiene il secondo posto nella terza tappa (Castiglione della Pescaia-Massa Marittima, 145 km) e il terzo posto nella classifica generale finale. Il 21 febbraio al Trofeo Laigueglia conclude al decimo posto nella volata finale. Rientra alle gare già il 1º marzo, anticipando di qualche giorno la Vuelta a Murcia, nella Clásica de Almería, in cui si classifica terzo, dietro solo a due velocisti, Greg Henderson e Graeme Brown. Nella seguente corsa murciana non ottiene piazzamenti rilevanti, sfruttando la corsa come allenamento in vista della Tirreno-Adriatico. Nella Corsa dei due mari ottiene il secondo posto nella tappa più dura (Civitanova Marche-Camerino, 235 km con 3000 metri di dislivello totale), nella quale è superato allo sprint da Michele Scarponi, suo compagno di fuga con Ivan Basso giunto terzo, e il secondo posto nella classifica generale della corsa, vinta da Scarponi.
Dopo la Tirreno-Adriatico partecipa alla Milano-Sanremo, in cui giunge cinquantesimo rialzandosi nel finale, e al Giro del Trentino. In questa corsa a tappe, classica preparazione al Giro d'Italia, disputa un'ottima cronometro nella prima tappa staccando di diverse decine di secondi Basso, Di Luca e Simoni, perde terreno nella seconda, per poi ottenere due piazzamenti, un quinto posto nella terza tappa con arrivo in Austria e un terzo nell'ultima frazione con arrivo a Peio Fonti. Conclude quarto nella classifica generale.
Il 9 maggio al Lido di Venezia prende il via del suo undicesimo Giro d'Italia. Durante quella corsa è spesso protagonista, con numerosi piazzamenti di rilievo e una progressiva risalita nella graduatoria generale: è infatti secondo nella quarta tappa a San Martino di Castrozza (poi vincitore in seguito alla squalifica di Danilo Di Luca), sesto nell'ottava tappa a Bergamo, terzo nella cronometro di Riomaggiore, quinto nella sedicesima frazione sul Monte Petrano e secondo l'indomani sul Blockhaus (poi vincitore per la squalifica di Franco Pellizotti), e infine terzo nell'ultima tappa in linea ad Anagni e nono nella cronometro conclusiva a Roma. Termina la "Corsa rosa" con il settimo posto nella classifica generale, il primo nella graduatoria dei Gran Premi della Montagna e in quella del corridore più combattivo, e il quarto nella classifica a punti; il settimo posto diventerà poi quinto sempre in seguito alle squalifiche di Danilo Di Luca e Franco Pellizotti. Dieci giorni dopo la fine del Giro, a Valencia, nasce il suo terzogenito Mateo.
Il rientro alle corse è preceduto da un periodo di allenamento in quota, con l'obiettivo di ripetere il buon finale di stagione del 2008 e vestire la maglia azzurra al Mondiale di Mendrisio. In vista di quest'ultimo, in giugno visiona il percorso della prova in linea con la Nazionale italiana. Ritorna alle gare al Brixia Tour, che corre per riprendere la forma e in appoggio alla squadra. Dopo un breve periodo di stage ancora in altura al Passo dello Stelvio, rientra alla Vuelta a Burgos dove, nella terza tappa, subisce una rovinosa caduta rimanendo a terra diversi minuti prima di riprendersi. Conclude comunque la tappa successiva, una corta cronometro totalmente pianeggiante in cui termina decimo, risalendo al quinto posto della generale, ma è poi costretto a rialzarsi chiudendo la prova al cinquantesimo posto. Torna a gareggiare alla Tre Valli Varesine, il 18 agosto, ma qui una fuga partita nei primi chilometri e giunta fin sul traguardo vanifica le sue speranze di vincere per la terza volta la corsa; il giorno successivo abbandona la Coppa Agostoni a causa di un attacco di calore provocato dal gran caldo. Il 22 agosto partecipa quindi al Trofeo Melinda, con ambizioni di vittoria, terminando secondo dietro Giovanni Visconti. Dopo il Giro del Veneto e un nuovo stage allo Stelvio, viene ufficialmente convocato per il Mondiale 2009. In vista della kermesse iridata partecipa a Parigi-Bruxelles, Grand Prix de Wallonie (nono posto) e infine al Gran Premio Industria e Commercio di Prato, dove si rende protagonista di una fuga, giunta al traguardo, insieme ad alcuni futuri compagni in maglia azzurra. Il 22 settembre inizia quindi il ritiro in vista dell'appuntamento di Mendrisio. Nella gara in linea del 27 settembre corre facendo da tramite tra Ballerini e i compagni e conclude settantunesimo; Cunego è il miglior azzurro, ottavo. Un attacco influenzale gli preclude quindi la partecipazione alle ultime gare dell'anno, anticipando il termine della stagione.

### 2010: le vittorie alla Tirreno e al Giro
La nuova stagione inizia con il lutto per le morti di Italo Ragnoli, presidente della Resine Ragnoli, la squadra che permise a Garzelli di passare al professionismo, e, pochi giorni dopo, del CT della Nazionale Franco Ballerini. La prima corsa a cui prende parte è il Tour Méditerranéen, corso nel sud della Francia dal 10 al 14 febbraio. In una corsa segnata da condizioni climatiche avverse, riesce ad essere protagonista nella seconda tappa, in cui entra in fuga e vi rimane per 150 km, e nella quinta, quando scatta sulla salita del Monte Faron, aprendo poi la strada allo scatto del compagno Francesco Masciarelli, vincitore di tappa. Il 23 febbraio si presenta al via del Giro di Sardegna, secondo appuntamento stagionale. Nella seconda tappa, l'unica con arrivo in salita, accumula però un distacco che lo porta fuori classifica e corre le tappe successive in previsione della Tirreno-Adriatico. Prima della "Corsa dei due Mari", partecipa per la prima volta all'Eroica Strade Bianche, gara che si svolge nella provincia di Siena con diversi tratti di strade non asfaltate. Rimane vicino al gruppo dei migliori fino all'ultimo scollinamento ma la stanchezza accumulata gli impedisce di ricucire i pochi metri di svantaggio e chiude sedicesimo. Dal 10 al 16 marzo partecipa alla Tirreno-Adriatico, terza corsa del calendario mondiale, dove conquista la prima vittoria della stagione. Dopo le prime tre frazioni adatte ai velocisti e terminate in volata, la corsa si anima nella quarta tappa con arrivo a Chieti che vede Michele Scarponi tagliare il traguardo con 14 secondi sui primi inseguitori e salire in testa alla classifica generale. Garzelli, che termina quarto, sale allo stesso posto nella classifica generale, staccato di 24". Nella quinta tappa, con arrivo a Colmurano, scatta sullo strappo finale ma viene battuto in volata da Enrico Gasparotto, riuscendo comunque a guadagnare 14 secondi su Scarponi (6 di abbuono che si sommano agli 8 di ritardo accumulati dal leader della corsa) e sale al secondo posto nella classifica generale a 10 secondi dalla vetta. La sesta tappa viene vinta dal russo Ignat'ev al termine di una lunga fuga e Garzelli termina ancora secondo, battendo allo sprint Cadel Evans e guadagnando altri 8 secondi in classifica generale, portandosi a 2 secondi da Scarponi. Nella settima ed ultima tappa conquista la vittoria della corsa grazie agli abbuoni degli sprint intermedi, che gli permettono di guadagnare i due secondi che lo distaccano dal leader, e ai piazzamenti delle tappe precedenti, che lo portano in testa alla classifica generale nonostante il pari merito con il connazionale. Partecipa quindi il 20 marzo alla Milano-Sanremo, corsa in appoggio al velocista Luca Paolini, in cui termina ottantatreesimo.
Dopo un breve periodo di riposo, torna in attività al Giro del Trentino. Nella prima tappa, una cronometro individuale di 12,5 km da Riva del Garda a Torbole, termina secondo a 16" da Aleksandr Vinokurov, ma paga lo sforzo nella seconda frazione staccandosi dal gruppo dei migliori a 5 km dal traguardo e giungendo con quasi un quarto d'ora di ritardo. Il giorno successivo entra in una fuga, che però viene riassorbita dal gruppo e nell'ultima tappa decide di non affrontare la salita verso Pampeago e si ritira. Il 25 aprile partecipa alla Liegi-Bastogne-Liegi, la decana delle classiche, in cui termina diciottesimo.
L'8 maggio inizia il Giro d'Italia. Nelle prime settimane rimane spesso con i migliori, chiudendo sesto a Montalcino, settimo sul Monte Terminillo e quarto a Porto Recanati. Il 25 maggio vince con 42" su Evans la sedicesima tappa, una cronoscalata di 13 km con arrivo a Plan de Corones con pendenze a volte superiori al 24%. Deve però ritirarsi dalla gara quattro giorni dopo, nel corso della tappa con arrivo a Ponte di Legno, a causa dei postumi per una caduta rimediata il giorno precedente nella discesa del Mortirolo.

### 2011-2013: le ultime stagioni

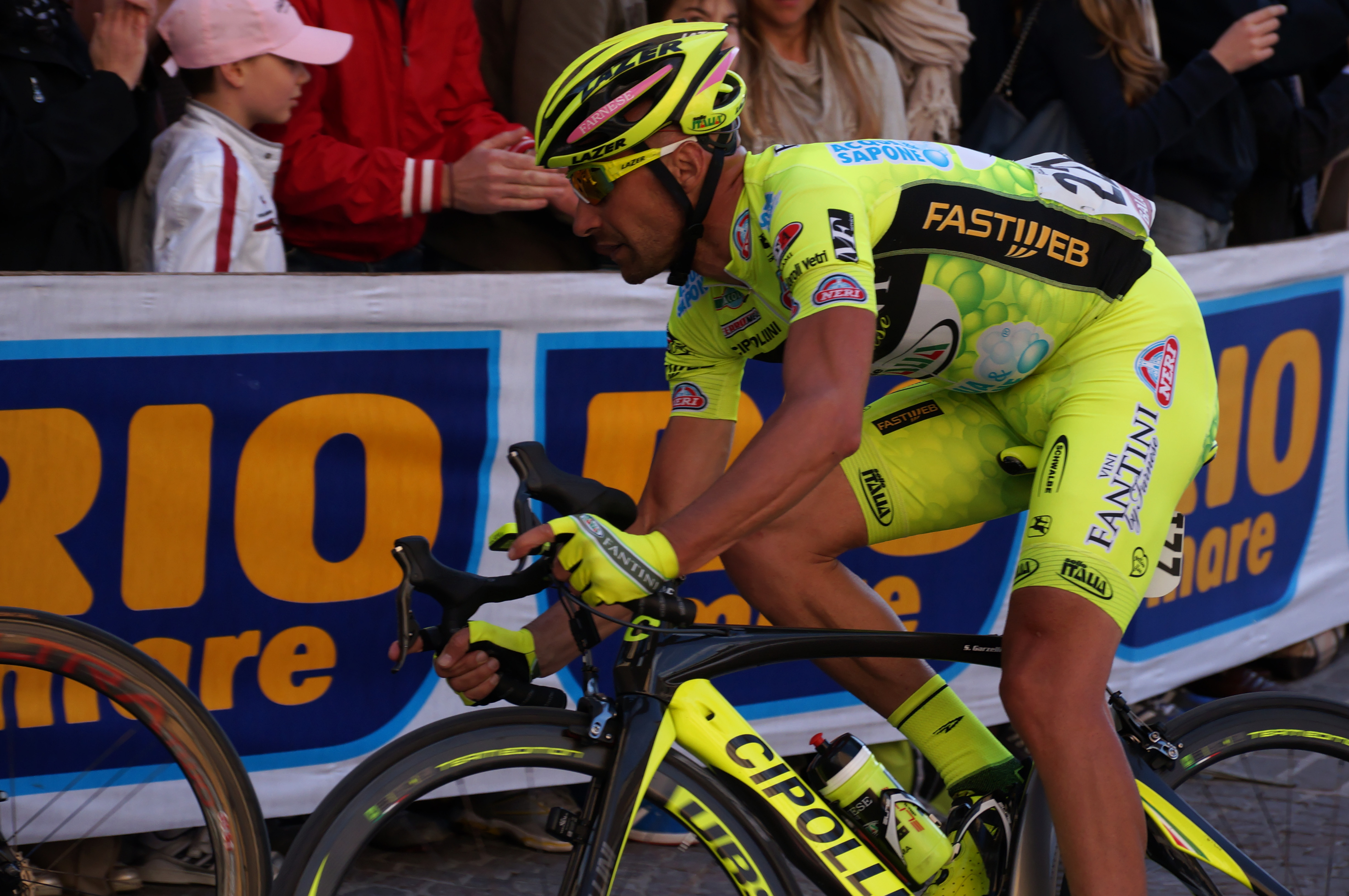
Garzelli al Giro d'Italia 2013, all'ultima corsa disputata in carriera.

Nel 2011, dopo aver corso Giro di Sardegna, Tirreno-Adriatico e Giro del Trentino e aver concluso al settimo posto il Gran Premio Industria e Artigianato, prende il via all'ennesimo Giro d'Italia. Nelle prime due settimane della "Corsa rosa" è quarto nella tappa con arrivo in salita a Montevergine di Mercogliano e terzo sull'Etna (secondo dopo la squalifica di Contador); il 22 maggio sfiora quindi la vittoria, dopo una lunga fuga, nella tappa più dura con arrivo a Gardeccia, preceduto solo dal basco Mikel Nieve, tappa in cui scollina per primo sul passo Giau (2236 m s.l.m.), Cima Coppi della corsa. Grazie anche al quarto posto dell'indomani nella cronoscalata del Nevegal, ottiene per la seconda volta la vittoria nella speciale classifica scalatori arrivando a Milano in maglia verde.
Nel 2012 ottiene il primo piazzamento stagionale arrivando quarto al Giro del Mediterraneo; è poi quarto alla Settimana Internazionale di Coppi e Bartali. Non corre invece il Giro d'Italia, non potendo così difendere la maglia degli scalatori vinta l'anno prima, in quanto la sua Acqua & Sapone non viene invitata dagli organizzatori.
Nel 2013, con la chiusura dell'Acqua & Sapone, passa alla Vini Fantini di Angelo Citracca. In stagione porta a termine, pur senza acuti, il suo quattordicesimo Giro d'Italia: è questa la sua ultima gara della carriera, prima del ritiro dalle corse ufficializzato nell'agosto dello stesso anno.

## Palmarès
- 1993 (dilettanti)

Trofeo Broglia Marzé Quintino
- 1994 (dilettanti)

Coppa d'Argento Giovanni Brunero
- 1995 (dilettanti)

Trofeo Serafino Biagioni
- 1996 (dilettanti)

Piccolo Giro di Lombardia
Sacile-Col Alt
- 1998 (Mercatone Uno, tre vittorie)

4ª tappa Tour de Suisse (Malpensa > Lenzerheide)
5ª tappa Tour de Suisse (Lenzerheide > Lenzerheide)
Classifica generale Tour de Suisse
- 1999 (Mercatone Uno, due vittorie)

Gran Premio Miguel Indurain
3ª tappa Vuelta al País Vasco (Zalla > Vitoria)
- 2000 (Mercatone Uno, quattro vittorie)

4ª tappa Settimana Ciclistica Lombarda (Roncadelle > Roncadelle)
18ª tappa Giro d'Italia (Genova > Pratonevoso)
Classifica generale Giro d'Italia
8ª tappa Tour de Suisse (Locarno > La Punt)
- 2001 (Mapei, due vittorie)

5ª tappa Vuelta al País Vasco (Lasarte > Lekunberri)
7ª tappa Tour de Suisse (Locarno > Naters)
- 2002 (Mapei, tre vittorie)

Gran Premio Industria e Artigianato
2ª tappa Giro d'Italia (Colonia > Liegi)
5ª tappa Giro d'Italia (Fossano > Limone Piemonte)
- 2003 (Vini Caldirola, tre vittorie)

1ª tappa Giro del Trentino (Arco > Moena)
3ª tappa Giro d'Italia (Policoro > Terme Luigiane)
7ª tappa Giro d'Italia (Avezzano > Terminillo)
- 2004 (Vini Caldirola, tre vittorie)

Classifica generale Vuelta a Aragón
2ª tappa Tour de Romandie (Romont > Romont)
19ª tappa Giro d'Italia (Bormio > Presolana)
- 2005 (Liquigas, una vittoria)

Tre Valli Varesine
- 2006 (Liquigas, quattro vittorie)

Rund um den Henninger-Turm
4ª tappa Giro del Lussemburgo (Mersch > Lussemburgo)
Tre Valli Varesine
Trofeo Melinda
- 2007 (Acqua & Sapone, quattro vittorie)

3ª tappa Giro del Trentino (Cavareno Val di Non > Toscolano Maderno)
14ª tappa Giro d'Italia (Cantù > Bergamo)
16ª tappa Giro d'Italia (Agordo > Lienz)
2ª tappa Giro di Slovenia (Šentjernej > Lubiana)
- 2008 (Acqua & Sapone, cinque vittorie)

2ª tappa Giro del Trentino (Torbole sul Garda > Torri del Benaco)
4ª tappa Giro del Trentino (Lavarone > Peio Terme)
2ª tappa Vuelta a Asturias (Gijón > Llanes)
3ª tappa Vuelta a Asturias (Llanes > Avilés)
Grand Prix de Wallonie
- 2009 (Acqua & Sapone, due vittorie)

4ª tappa Giro d'Italia (Padova > San Martino di Castrozza)
17ª tappa Giro d'Italia (Chieti >Blockhaus)
- 2010 (Acqua & Sapone, due vittorie)

Classifica generale Tirreno-Adriatico
16ª tappa Giro d'Italia (San Vigilio di Marebbe > Plan de Corones)

### Altri successi
- 1997 (Mercatone Uno)

Classifica scalatori Tour de Suisse
- 1998 (Mercatone Uno)

Classifica giovani Tour de Suisse
Classifica a punti Tour de Suisse
- 2000 (Mercatone Uno)

Classifica scalatori Tour de Suisse
Memorial Fabio Casartelli (criterium)
Gran Premio Nobili Rubinetterie (criterium)
- 2005 (Liquigas-Bianchi)

Classifica a punti Tour de Romandie
- 2006 (Liquigas)

Classifica finale Trittico Lombardo
- 2008 (Acqua & Sapone)

Classifica a punti Settimana Internazionale di Coppi e Bartali
Classifica scalatori Settimana Internazionale di Coppi e Bartali
- 2009 (Acqua & Sapone-Caffè Mokambo)

Classifica Gran Premi della Montagna Giro d'Italia
Premio della Combattività Giro d'Italia
Premio Azzurri d'Italia Giro d'Italia
- 2010 (Acqua & Sapone)

Classifica a punti Tirreno-Adriatico
- 2011 (Acqua & Sapone)

Classifica Gran Premi della Montagna Giro d'Italia
Premio della Combattività Giro d'Italia

## Piazzamenti

### Grandi Giri
- Giro d'Italia

1997: 9º
1998: 21º
1999: ritirato (21ª tappa)
2000: vincitore
2001: ritirato (14ª tappa)
2002: squalificato (10ª tappa)
2003: 2º
2004: 6º
2005: ritirato (13ª tappa)
2007: 16º
2009: 5º
2010: ritirato (20ª tappa)
2011: 26º
2013: 108º
- Tour de France

1999: 32º
2001: 14º
2003: ritirato (10ª tappa)
2005: 32º
2006: 54º
- Vuelta a España

2004: 11º

### Classiche monumento
- Milano-Sanremo

1999: 4º
2000: 7º
2006: 7º
2007: 47º
2009: 50º
2010: 83º
- Liegi-Bastogne-Liegi

1997: 42º
1999: 20º
2002: 2º
2004: 62º
2006: 32º
2010: 17º
- Giro di Lombardia

2008: 8º

### Competizioni mondiali
- Campionati del mondo

Verona 2004 - In linea Elite: ritirato
Mendrisio 2009 - In linea Elite: 71º

## Riconoscimenti
- Atena d'Argento nel 2000
- Bici al Chiodo 2014 dall'Associazione Nazionale Ex Corridori Ciclisti (RE)